# Попърс
Попърс (на английски: Poppers) е жаргонен термин, използван за обозначаване на продукти за вдишване съдържащи химикали (най-често алкил нитрит) и продавани като афродизиак. Попърсът се продава най-често в малки шишенца и е част от асортимента на секс шоповете.
Освен по предназначение, много по-често се използва като наркотично вещество, като добива огромна популярност в диско и рейв сцената през 80-те и 90-те години на 20 век.

## Ефекти
Ефектите при вдишване са краткотрайни (от 2 до 5 минути), но интензивни. Усеща се:
- кратка интензивна вълна на еуфория, причинена от повишено кръвоснабдяване към мозъка и сърцето.[1]
- отпускане на мускулите в тялото и повишаване на сексуалното желание.
- в някои случаи се усеща забавяне на времето.
- след употреба често се появява главоболие.

## Легалност
Попърсът се продава свободно в множество страни по света. В Европа продуктът е легален, но в случай, че нe съдържа изобутил нитрит, който е забранен, защото се счита за канцерогенен.